# 白旗 (千葉市)
白旗（しらはた）は、千葉県千葉市中央区にある町名。1丁目～3丁目からなる。郵便番号は260-0841。

## 地理
千葉市中央区の北部に位置しており、中央区宮崎、宮崎町、大森町、今井町、鵜の森町、南町と隣接する。1丁目には主に市営白旗団地が、2～3丁目には住宅地が広がっている。

## 歴史

### 地名の由来
今井町の小字であった白旗から名付けられており、地区内には白旗神社が存在している。

### 沿革
- 1964年（昭和39年）1月1日 - 今井町、宮崎町の一部をもって白旗1丁目、2丁目が成立[4]。
- 1967年（昭和42年）1月1日 - 今井町、宮崎町の一部をもって白旗3丁目が成立[4]。
- 1992年（平成4年）4月1日 - 千葉市が政令指定都市へ移行し、中央区の一部となる。

## 世帯数と人口
2021年（令和3年）3月末現在の世帯数と人口は以下の通りである。
|       | 世帯数  | 人口    |
| ----- | ------- | ------- |
| 1丁目 | 618世帯 | 952人   |
| 2丁目 | 713世帯 | 1,212人 |
| 3丁目 | 747世帯 | 1,476人 |

## 小・中学校の学区
市立小・中学校に通う場合、学区は以下の通りとなる。
|                                                  | 小学校             | 中学校             |
| ------------------------------------------------ | ------------------ | ------------------ |
| 1丁目（1番）2丁目（全域）3丁目（1、2、22～25番） | 千葉市立大森小学校 | 千葉市立蘇我中学校 |
| 1丁目、3丁目（上記を除く）                       | 千葉市立宮崎小学校 | 千葉市立蘇我中学校 |

## 交通
- 青葉の森通り

## 施設
- 千葉市立蘇我中学校